# لورين وايزمان
لورين وايزمان (بالإنجليزية: Loren Wiseman)‏ هو مصمم لعب تقمص أدوار أمريكي، ولد في 7 مارس 1951 في هيورث في الولايات المتحدة، وتوفي في 15 فبراير 2017 في نورمال في الولايات المتحدة بسبب قصور القلب.